# Elenco dei podestà di Pera
Di seguito è riportato l'elenco dei podestà di Pera. Questa colonia venne istituita per volere della Repubblica dopo la conquista della capitale Bizantina, strappata all'Impero Latino cristiano. La carica del podestà si concluse nel 1453 conseguentemente alla caduta di Costantinopoli nelle mani turche ottomane.
| Nome                           | Nome | Origine | Durata mandato | Note                                                          |
| ------------------------------ | ---- | ------- | -------------- | ------------------------------------------------------------- |
| Rosso Doria                    |      | Genova  | 1273           | Primo podestà documentato di Pera                             |
| Oberto Sardena                 |      | Genova  | 1276           |                                                               |
| Ingueto Spinola                |      | Genova  | 1276-1279      |                                                               |
| Niccolò Doria                  |      | Genova  | 1279-1285      |                                                               |
| Guideto de Nigro               |      | Genova  | 1285           |                                                               |
| Bernabò Spinola                |      | Genova  | ca. 1300       |                                                               |
| Govino Tartaro                 |      | Genova  | 1300–1302      |                                                               |
| Rosso Doria                    |      | Genova  | 1304           |                                                               |
| Montano De Marini              |      | Genova  | 1315–1316      | Restaurò Pera dopo l’incendio del 1316                        |
| Costantino Doria               |      | Genova  | 1338           | Costruzione del palazzo comunale di Pera                      |
| Raffaele Doria                 |      | Genova  | 1387           |                                                               |
| Giovanni Sauli                 |      | Genova  | 1404           | Fece erigere la grande torre di Galata                        |
| Tedisio (Francesco) Doria      |      | Genova  | 1418           | Costruzione di mura difensive                                 |
| Filippo De Franchi             |      | Genova  | 1430–1431      |                                                               |
| Ilario Imperiale               |      | Genova  | 1432–1433      |                                                               |
| Stefano De Marini              |      | Genova  | 1435           | Edificò nuove mura                                            |
| Giovanni di Levanto            |      | Genova  | 1438 e 1442    |                                                               |
| Nicolò Antonio Spinola         |      | Genova  | 1441–1442      |                                                               |
| Bartolomeo Grimaldi            |      | Genova  | 1443           | Podestà attestato da lapide sulla Porta dei Denti             |
| Baldassare Maruffo             |      | Genova  | 1445–1446      |                                                               |
| Luchino De Fazio               |      | Genova  | 1446–1447      |                                                               |
| Benedetto De Vivaldi           |      | Genova  | 1448–1449      |                                                               |
| Angelo Giovanni Lomellini      |      | Genova  | 1451–1453      | Ultimo podestà effettivo, guidò la difesa contro gli Ottomani |
| Francesco (Franco) Giustiniani |      | Genova  | 1452 (de iure) | Designato a succedere a Lomellini ma non arrivò a Pera        |